# Triancyra macula
Triancyra macula là một loài tò vò trong họ Ichneumonidae.